# Liste der Naturdenkmale im Rhein-Kreis Neuss
Die Liste der Naturdenkmale im Rhein-Kreis Neuss umfasst die Naturdenkmäler in den Kommunen des Rhein-Kreises Neuss.
Die Naturschutzgebiete, Landschaftsschutzgebiete, Naturdenkmale und geschützte Landschaftsbestandteile werden über den Landschaftsplan festgesetzt. Der Landschaftsplan des Rhein-Kreises Neuss besteht aus sechs Teilabschnitten.
- Landschaftsplan I: Neuss[2]
- Landschaftsplan II: Dormagen[3]
- Landschaftsplan III: Meerbusch – Kaarst – Korschenbroich[4]
- Landschaftsplan IV: Braunkohlentagebau (noch in Bearbeitung)
- Landschaftsplan V: Korschenbroich – Jüchen[5]
- Landschaftsplan VI: Grevenbroich – Rommerskirchen[6]

Aufgeteilt nach Gemeinden ergibt sich:
- Liste der Naturdenkmale in Dormagen
- Liste der Naturdenkmale in Jüchen
- Liste der Naturdenkmale in Kaarst
- Liste der Naturdenkmale in Korschenbroich
- Liste der Naturdenkmale in Meerbusch
- Liste der Naturdenkmale in Neuss
- Liste der Naturdenkmale in Dormagen
- Liste der Naturdenkmale in Rommerskirchen